# Opius tunensis
Opius tunensis är en stekelart som beskrevs av Fischer 1962. Opius tunensis ingår i släktet Opius och familjen bracksteklar. Inga underarter finns listade i Catalogue of Life.